# 金讷吉里
金讷吉里（Channagiri）是印度卡纳塔克邦Davanagere县的一个城镇。总人口18517（2001年）。

## 人口
该地2001年总人口18517人，其中男性9590人，女性8927人；0—6岁人口2486人，其中男1300人，女1186人；识字率70.65%，其中男性为74.23%，女性为66.80%。